# Maximilian Raub
Maximilian Raub (1926. április 13. – Bécs, 2019. november 17.) olimpiai bronzérmes, világbajnok osztrák kajakozó.

## Pályafutása
Az 1952-es helsinki és az 1956-os melbourne-i olimpián kajak kettes 1000 méteren Herbert Wiedermann-nal bronzérmet szerzett. 1950-ben és 1954-ben a világbajnokságokon egy arany-, és három bronzérmet nyert.

## Sikerei, díjai
- Olimpiai játékok – K-2 1000 m
  - bronzérmes (2): 1952, Helsinki, 1956, Melbourne
- Világbajnokság
  - aranyérmes: 1964 (K-2 10000 m)
  - bronzérmes (3): 1950 (K-1 4 × 500 m, K-2 500 m), 1954 (K-1 4 × 500 m)